# Kerk van Dubbeldam

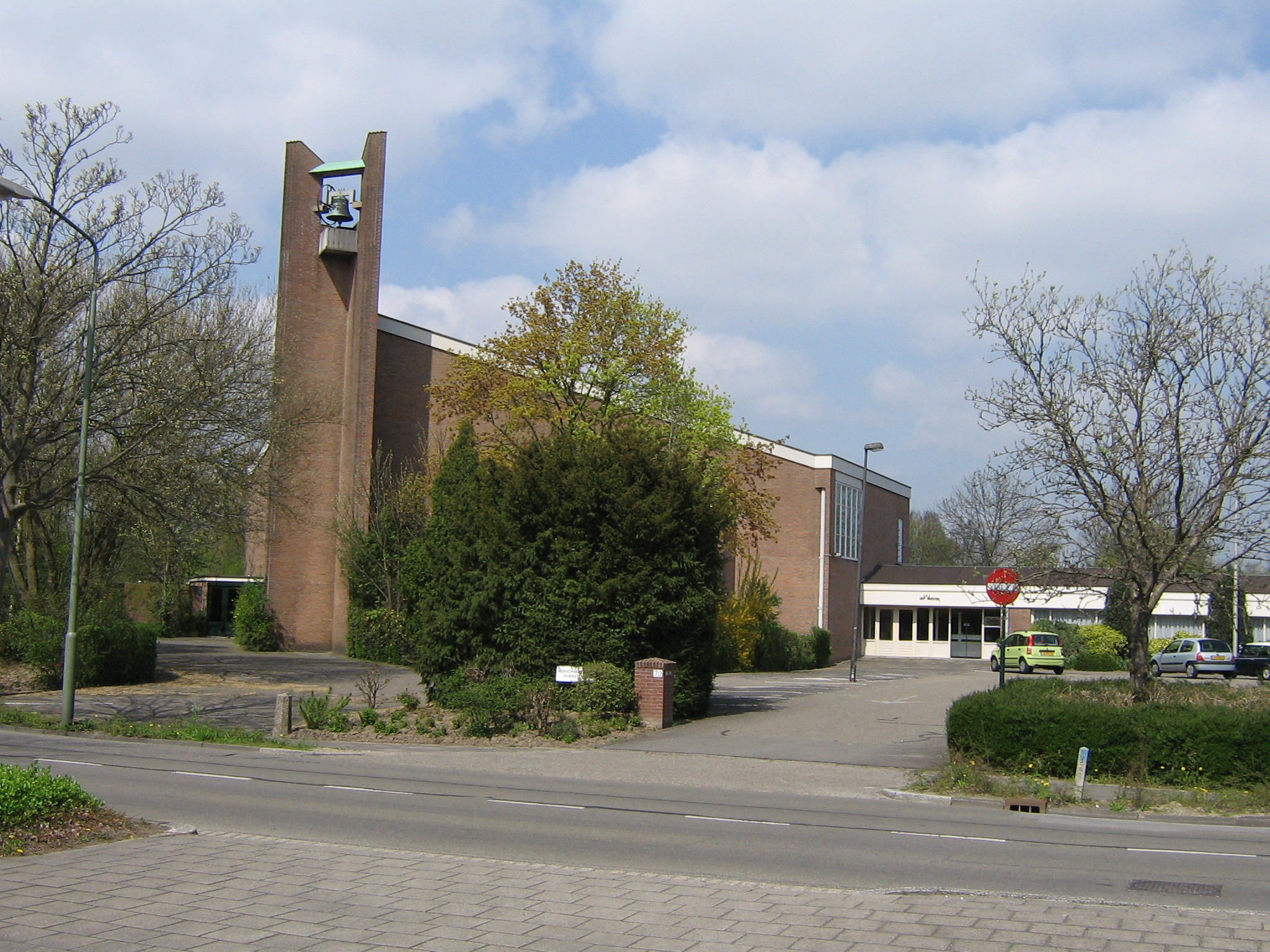
De kerk van Dubbeldam aan de Dubbelsteynlaan West

De Kerk van Dubbeldam (ook wel de Wijnstok of de Rank genoemd), is een kerk in het oude dorp Dubbeldam, tegenwoordig een wijk in de gemeente Dordrecht, in de Nederlandse provincie Zuid-Holland. De kerk behoort tot de Protestantse Kerk in Nederland.

## Geschiedenis

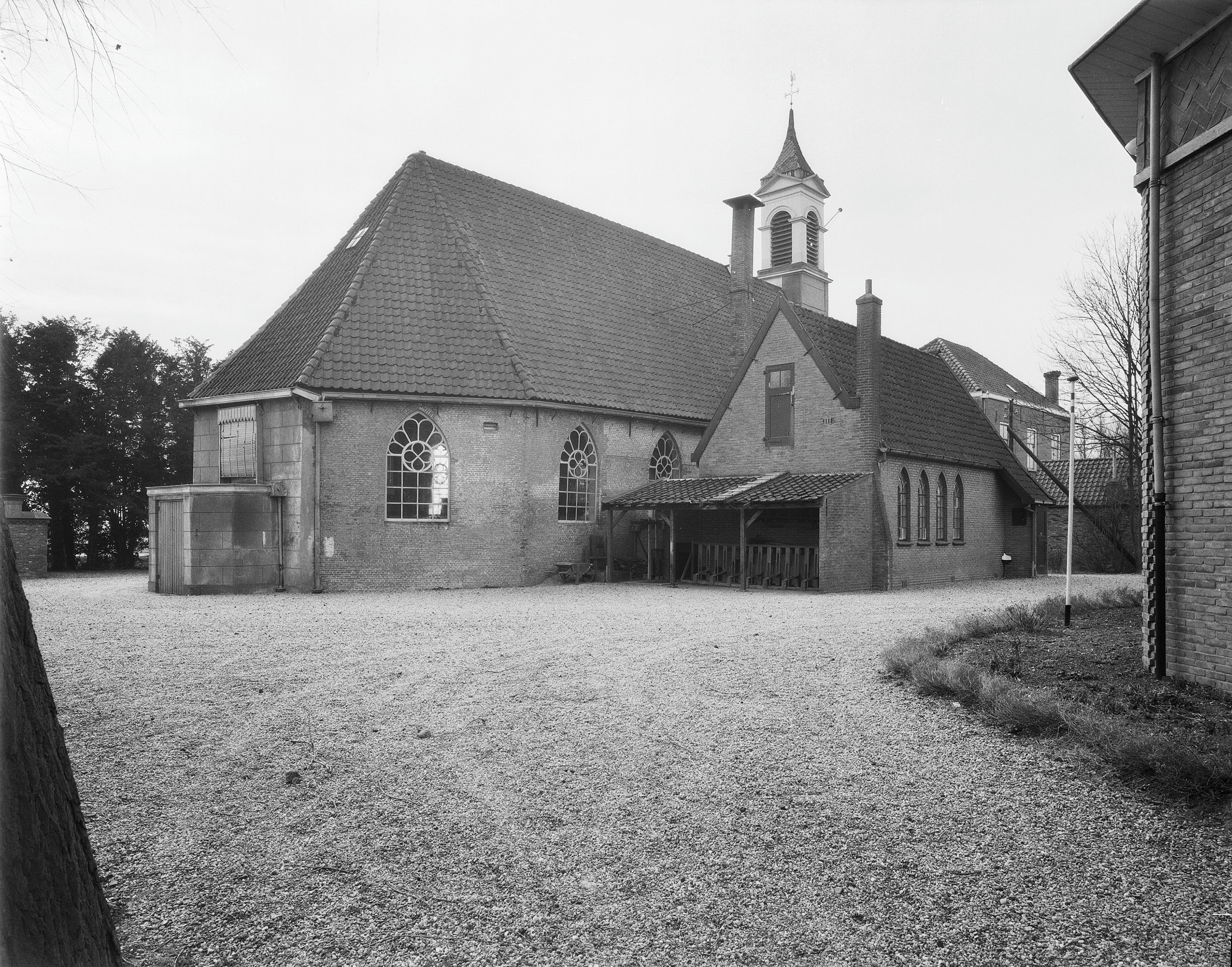
De oude kerk in 1961

Na inpolderingen op het Eiland van Dordrecht in de 17e eeuw, ontstond een nieuwe kerkelijke gemeente die Dubbeldam vormde. In 1630 werd de kerk van Dubbeldam voltooid. Dit werd gefinancierd door de Staten van Holland. Zowel in 1660 als in 1690 werd de kerk vergroot. Vanwege verval werd hij waar nodig in 1741 gerestaureerd. In 1827 werd de kerk opnieuw gerestaureerd. In 1960 was het gebouw zo verouderd, dat besloten werd tot afbraak en er een nieuwe kerk gebouwd werd op dezelfde plek, die nu bekendstaat als De Wijnstok.